# Bengt Borglund
Bengt Gustaf Borglund, född 8 juni 1922 i Stockholm, död 27 oktober 1998, var en svensk diplomat.

## Biografi
Borglund var son till inspektör Willgott Borglund och Jane Kahlbom. Han tog studentexamen 1941, tog juris kandidatexamen i Stockholm 1949 och studerade samma år på Yale University i USA innan han blev attaché vid Utrikesdepartementet (UD) 1950. Borglund tjänstgjorde i London 1950, Belgrad 1952, var extra ordinarie beskickningssekreterare 1954, vid UD 1955 och var tillförordnad förste departementssekreterare 1961 (extra ordinarie andre 1955, tillförordnad andre 1958). Borglund var förste beskickningssekreterare i Mexico City, Guatemala City, Managua, San José, San Salvador och Tegucigalpa 1961.
Han var därefter legationsråd i Pretoria 1964, ambassadråd i Bern 1969, biträdande protokollchef vid UD 1973 och tjänsteförrättande protokollchef 1975. Borglund var kansliråd 1977, minister i Washington, D.C. 1977 samt ambassadör i Abidjan 1982, Lomé, Porto-Novo och Ouagadougou 1983. Borglund var även chef för ABA i Prag, Aten, Rom och Nice 1945–1948 samt direktör för SAS i Sovjetunionen 1957–1958.
Borglund avled den 27 oktober 1998 och gravsattes den 4 december 1998 på Norra begravningsplatsen i Stockholm.

## Utmärkelser
Borglunds utmärkelser:
- Officer av Siamesiska orden Vita Elefanten (OffSiamVEO)
- Riddare av Nederländska Oranien-Nassauorden (RNedONO)
- Riddare av Österrikiska Förtjänstorden (RÖFO)
- Kommendör av Förbundsrepubliken Tysklands förtjänstorden(KTyskRFO, 1975-07-16)